# The Sea of Love
The Sea of Love  è un album della rock-band irlandese The Adventures, pubblicato nel 1988 su etichetta Elektra Records.

Per la band si tratta del terzo album, dopo The Adventures e Theodore and Friends, entrambi usciti nel 1985.
L'album contiene in tutto 9 brani, tra cui i singoli Drowning in the Sea of Love (brano che ha chiaramente ispirato il titolo all'album) e Broken Land.

## Tracce

### Lato A
1. Drowning in the Sea of Love 4:39
2. Broken Land 5:05
3. You Don't Have to Cry Anymore 4:09
4. The Trip to Bountiful (When the Rain Comes Down) 5:04

### Lato B
1. Heaven Knows Which Way 4:34
2. Hold Me Now 4:03
3. The Sound of Summer 4:48
4. When Your Heart Was Young 3:49
5. One Step from Heaven 4:22